# Biserica Evanghelică Maghiară din Brașov
Biserica Evanghelică Maghiară din Brașov (în maghiară Brassói magyar evangélikus templom) este situată în cartierul Blumăna, pe strada Iuliu Maniu nr.2 și este nominalizată ca monument istoric cod LMI BV-II-m-B-11462. Aceasta a fost construită în anul 1783 de credincioșii evanghelici luterani maghiari din Brașov, care până atunci obișnuiau să folosească împreună cu sașii fosta Capelă Sfânta Barbara, iar apoi Biserica Evanghelică din Blumăna.

## Istoric
În timpul Reformei din secolul al XVI-lea sașii din Transilvania s-au convertit la credința evanghelică-luterană, iar ungurii la credința reformată, deși au existat și maghiari de credință luterană (Joseph Trausch menționează pastorul lor Ambrosius numit în 1572).
Reformații au primit și biserica de pe strada Vămii (azi strada Mureșenilor), dar, după un timp, sașii bogați și influenți i-au atras pe unii dintre maghiari la credința luterană, oferind diverse foloase preoților și credincioșilor, ceea ce a fost în defavoarea credinței reformate. Numărul luteranilor maghiari a crescut, iar în secolul al XVII-lea aceștia au luat în stăpânire și biserica de pe strada Vămii (anterior slujbele lor se țineau într-o mică capelă de lângă Biserica Neagră).
Casa parohială și școala erau situate în strada Târgul Cailor (astăzi strada George Barițiu), în clădirea de la nr. 32.
O vreme credincioșii evanghelici luterani maghiari au format cea mai importantă parohie maghiară din Țara Bârsei, dar, datorită politicii lor de germanizare, sașii i-au asimilat treptat. Cei care nu s-au conformat au fost hărțuiți și în cele din urmă expulzați din biserica lor. Din 1716 maghiarii luterani au folosit Capela Sf. Antonie de pe strada Spitalului, dar aceasta a ars în anul 1718 și reconstrucția ei nu a mai fost aprobată. Ca urmare ei s-au mutat în ruina Capelei Sf. Barbara din secolul al XV-lea din Cartierul Blumăna, folosind-o alternativ cu sașii din cartier.
În anul 1777, pe locul capelei, luteranii sași și maghiari au construit biserica luterană săsească din Blumăna. Deși decretul care permitea construirea de noi biserici nu era încă în vigoare la acea vreme, luteranii s-au bazat pe o autorizație anterioară, iar consiliul orașului nu s-a opus.
Datorită existenței unor fricțiuni constante între cele două comunități, după decretul de toleranță al împăratului Iosif al II-lea din iulie 1781, ungurii au construit Biserica Evaghelică Luterană maghiară în anul 1783 pe o zonă mlăștinoasă de lângă fosta piață de cherestea, desemnată de consiliul orașului. Construcția a început pe 14 martie și a fost sfințită pe 2 noiembrie.
Luteranii maghiari făceau încă parte din cadrul Bisericii Saxone. Decizia de a înființa o episcopie independentă a fost luată în anul 1874, iar la 25 martie 1886 pastorii maghiari din Țara Bârsei au ținut un congres în care s-a hotărât înființarea eparhiei independente luterane maghiare a Transilvaniei. În același an ei s-au despărțit de Episcopia Transilvaniei (a sașilor) și au intrat în Episcopia Luterană a Tisei. Biserica Luterană a Sinodului Președinților din România a fost înființată în anul 1922.
Venirea la putere a comuniștilor a afectat negativ parohia: hotelul pe care îl dețineau a fost naționalizat, iar școala a fost închisă. Înmormântarea în cimitirul bisericii a fost interzisă în 1960, după care luteranii maghiari au fost înmormântați în cimitirul săsesc. În 1987 cimitirul a fost desființat, la fel ca și cimitirul catolic maghiar, iar biserica a fost amenințată cu demolarea. Schimbarea de regim din 1989 a oferit ocazia de a construi un nou centru comunitar cu patru nivele, acest lucru fiind realizat între 1992 și 1998, cu ajutor extern. În 2010, cu aproximativ 2.400 de membri, comunitatea luterană maghiară din Blumăna era cea mai mare comunitate vorbitoare de limba maghiară din Biserica Luterană din România.

## Descriere
Biserica a fost construită în stil baroc târziu, cu laturile împărțite în câmpuri de capiteluri corintice și având pe acoperiș pictată data construcției (anul 1783). Biserica are un mic turn-clopotniță pe latura de nord-vest. Întreaga construcție seamănă mult cu biserica luterană din Schei, ceea ce face posibilă ipoteza ca ambele să fi fost proiectate de același arhitect. Altarul este în stil clasic, iar amvonul are trăsături în stil baroc. Cristelnița de botez datează din anul 1725, provenind din vechea capelă Sf. Barbara.
Biserica este declarată monument istoric cod LMI BV-II-m-B-11462.
În anul 2017 în curtea bisericii au fost expuse rămășițele capului „Statuii lui Arpad”, ridicată pe Tâmpa în 1896 și distrusă în 1913. Capul statuii a fost găsit în depozitul muzeului județean în anul 2002 și a fost păstrat în casa parohială până în 2017.